# Essarts-en-Bocage
Essarts-en-Bocage är en kommun i departementet Vendée. Den bildades 1 januari 2016 genom sammanslagning av de tidigare kommunerna Boulogne, Les Essarts, L'Oie och Sainte-Florence.